# Coupe de France de football 2012-2013
 (juillet 2018).
Cet article traite uniquement de la compétition masculine. Pour la compétition féminine, voir Coupe de France féminine de football 2012-2013.
Navigation
Coupe de France 2011-2012 Coupe de France 2013-2014
La Coupe de France de football 2012-2013 est la 96e édition de la Coupe de France, compétition à élimination directe mettant aux prises des clubs de football amateurs et professionnels affiliés à la Fédération française de football, qui l'organise conjointement avec les ligues régionales.
La finale a eu lieu le vendredi 31 mai 2013 au Stade de France, après treize autres tours à élimination directe mettant aux prises des milliers de clubs amateurs et professionnels, et a vu la victoire des Girondins de Bordeaux, 3 buts à 2 face à Évian Thonon Gaillard qui participait pour la première fois à une finale.

## Déroulement de la compétition
Le système est le même que celui utilisé les années précédentes.

## Calendrier

### Dates des matchs
| Tour                                                      | Nom                                  | Dates retenues           | Équipes participantes | Équipes gagnantes |
| 1                                                         | Premier tour                         | Dates régionales         |                       |                   |
| 2                                                         | Deuxième tour                        | Dates régionales         |                       |                   |
| Entrée des clubs de CFA 2                                 |                                      |                          |                       |                   |
| 3                                                         | Troisième tour                       | dimanche 16 septembre    |                       |                   |
| Entrée des clubs de CFA                                   |                                      |                          |                       |                   |
| 4                                                         | Quatrième tour                       | dimanche 30 septembre    | 1152                  | 576               |
| Entrée des 20 clubs de National                           |                                      |                          |                       |                   |
| 5                                                         | Cinquième tour                       | dimanche 14 octobre      | 596                   | 298               |
| 6                                                         | Sixième tour                         | dimanche 28 octobre      | 298                   | 149               |
| Entrée des 20 clubs de Ligue 2 et des 7 clubs d'Outre-Mer |                                      |                          |                       |                   |
| 7                                                         | Septième tour                        | sam.-dim. 17-18 novembre | 176                   | 88                |
| 8                                                         | Huitième tour                        | sam.-dim. 8-9 décembre   | 88                    | 44                |
| Entrée des 20 clubs de Ligue 1                            |                                      |                          |                       |                   |
| 9                                                         | Trente-deuxièmes de finale           | sam.-dim. 5-6 janvier    | 64                    | 32                |
| 10                                                        | Seizièmes de finale                  | mar.-mer. 22-23 janvier  | 32                    | 16                |
| 11                                                        | Huitièmes de finale                  | mar.-mer. 26-27 février  | 16                    | 8                 |
| 12                                                        | Quarts de finale                     | mar.-mer. 16-17 avril    | 8                     | 4                 |
| 13                                                        | Demi-finales                         | mar.-mer. 7-8 mai        | 4                     | 2                 |
| 14                                                        | Finale Stade de France (Saint-Denis) | vendredi 31 mai          | 2                     | 1                 |

### Dates des tirages au sort
| Tour                       | Date du tirage au sort   | Effectué par                                                                | Lieu                                                            |
| Septième tour              | mercredi 31 octobre      | Guy Ferrier (entraîneur de l'équipe de France féminine des moins de 17 ans) | Siège du CNOSF                                                  |
| Huitième tour              | mercredi 21 novembre     | Willy Sagnol et Emmanuel Petit                                              | Siège de la FFF                                                 |
| Trente-deuxièmes de finale | lundi 10 décembre        | Just Fontaine, Raymond Kopa et Robert Pirès                                 | Palais du Tau de Reims                                          |
| Seizièmes de finale        | dimanche 6 janvier       | Réginald Becque et Dadou (dessinateur)                                      | Stade de l'Épopée à Calais (avant le match Arras FA - Paris SG) |
| Huitièmes de finale        | Jeudi 24 janvier à 19h00 | David Ginola et Vincent Guérin                                              | Eurosport                                                       |
| Quarts de finale           | mercredi 27 février      | Basile Boli et Nathalie Simon                                               | Parc des Princes                                                |
| Demi-finales               | mercredi 17 avril        | Emmanuel Petit                                                              | Parc des Sports (Annecy)                                        |

## Résultats
Le finaliste de l'édition précédente, l'US Quevilly (National) a été éliminé au 5e tour par Évreux (DH) sur le score de 1-2.

### Septième tour
| Division           | Club                            | Score             | Club                             | Division            |
| ------------------ | ------------------------------- | ----------------- | -------------------------------- | ------------------- |
| (DHR (Div. 7))     | Ytrac Foot                      | 1-0               | Balma SC                         | (CFA 2)             |
| (CFA 2)            | AS Muret                        | 3-2               | FU Narbonne                      | (CFA 2)             |
| (DSR (Div. 7))     | La Brède FC                     | 2-1               | FC Marmande 47                   | (DH (Div. 6))       |
| (CFA)              | Mont de Marsan                  | 0-0 (4-5 t.a.b.)  | Tarbes PF                        | (CFA)               |
| (Ligue 2)          | Nîmes Olympique                 | 1-1 (4-2 t.a.b.)  | US Luzenac                       | (National)          |
| (CFA 2)            | Aurillac FCA                    | 2-0               | US Colomiers football            | (CFA)               |
| (CFA)              | Stade bordelais                 | 1-0 a.p.          | Pau FC                           | (CFA)               |
| (DH (Div. 6))      | Toulouse Rodéo FC               | 0-3               | LB Châteauroux                   | (Ligue 2)           |
| (DHR (Div. 7))     | JS St-Jean Beaulieu             | 3-1               | US Corte                         | (CFA 2)             |
| (PHR (Div. 8))     | CS Neuville                     | 1-2               | CA Bastia                        | (National)          |
| (CFA 2)            | RCO Agde                        | 3-2               | Entente Nord Lozère              | (DH (Div. 6))       |
| (DHR (Div. 7))     | Avenir Foot Lozère              | 1-0               | ES Uzès Pont du Gard             | (National)          |
| (DH (Div. 6))      | Sporting Toulon Var             | 1-3 a.p.          | AS Monaco FC                     | (Ligue 2)           |
| (DH (Div. 6))      | USS Aigues-Mortes               | 1-2               | Consolat Marseille               | (CFA)               |
| (DHR (Div. 7))     | SC Berre                        | 0-2               | FC Martigues                     | (CFA)               |
| (PHR (Div. 8))     | FC Roche St-Genest              | 0-1               | AC Arles-Avignon                 | (Ligue 2)           |
| (DHR (Div. 7))     | CBE Feyzin                      | 1-1 (3-4 t.a.b.)  | CA Pontarlier                    | (CFA 2)             |
| (CFA)              | AS Moulins                      | 2-0               | AS Lyon-Duchère                  | (CFA)               |
| (CFA 2)            | AS Minguettes Vénissieux        | 1-1 (8-7 t.a.b.)  | Grenoble Foot 38                 | (CFA)               |
| (National)         | FC Bourg-Péronnas               | 1-0               | AJ Auxerre                       | (Ligue 2)           |
| (CFA)              | AS Yzeure                       | 1-1 (4-3 t.a.b.)  | Clermont Foot Auvergne 63        | (Ligue 2)           |
| (DHR (Div. 7))     | US Millerly Vourles             | 1-2               | ES Vallières                     | (DHR (Div. 7))      |
| (CFA 2)            | Thiers SA                       | 3-3 (0-3 t.a.b.)  | FC Limonest                      | (DH (Div. 6))       |
| (PHR (Div. 8))     | AS Savigneux Montbrisson        | 2-0               | CS Louhans-Cuiseaux              | (CFA 2)             |
| (DH (Div. 6))      | ES Metz                         | 0-0 (9-10 t.a.b.) | FCSR Haguenau                    | (DH (Div. 6))       |
| (DHR (Div. 7))     | Bar-le-Duc FC                   | 2-1               | FCE Schirrhein                   | (DE (Div. 7))       |
| (Ligue 2)          | Dijon FCO                       | 1-2 a.p.          | CS Sedan                         | (Ligue 2)           |
| (DH (Div. 6))      | ASC Biesheim                    | 2-6               | FC Metz                          | (National)          |
| (PH (Div. 8))      | SC Marly                        | 1-1 (1-3 t.a.b.)  | FC Vitry                         | (1re Sér. (Div. 9)) |
| (CFA)              | RC Strasbourg                   | 6-0               | US Wittenheim                    | (DH (Div. 6))       |
| (PH (Div. 8))      | Espérance Saint-Dizier          | 1-2               | US Raon                          | (CFA)               |
| (CFA)              | CS Amnéville                    | 2-0               | RC Épernay                       | (CFA 2)             |
| (CFA 2)            | FC Saint-Louis Neuweg           | 2-0               | GFCO Ajaccio                     | (Ligue 2)           |
| (DH (Div. 6))      | AS Quetigny                     | 0-7               | ASM Belfort                      | (CFA)               |
| (DHR (Div. 7))     | UF Belleville                   | 0-2               | FC Istres                        | (Ligue 2)           |
| (CFA 2)            | Entente Roche-Novillars         | 0-3               | FC Montceau Bourgogne            | (CFA)               |
| (CFA 2)            | AS Illzach Modenheim            | 2-3               | SAS Épinal                       | (National)          |
| (CFA 2)            | ES Thaon                        | 1-1 (5-4 t.a.b.)  | FC Dijon Parc                    | (DH (Div. 6))       |
| (PHR (Div. 9))     | FC Ste-Marguerite               | 2-1 a.p.          | AS Belfort Sud                   | (CFA 2)             |
| (DHR (Div. 7))     | AFC Dommartin                   | 0-2               | FC Villefranche Beaujolais       | (CFA)               |
| (DH (Div. 6))      | ES Guérétoise                   | 0-1               | Chamois niortais                 | (Ligue 2)           |
| (DH (Div. 6))      | Blois Foot 41                   | 3-0               | FC Perigny                       | (DHR (Div. 7))      |
| (CFA 2)            | Poitiers FC                     | 0-1               | Vendée Fontenay Foot             | (CFA)               |
| (DSR (Div. 7))     | RC Ancenis                      | 0-1               | Le Poiré-sur-Vie Vendée football | (National)          |
| (CFA)              | SO Romorantin                   | 0-1               | FC Nantes                        | (Ligue 2)           |
| (DHR (Div. 7))     | UES Montmorillon                | 0-1               | Limoges FC                       | (CFA 2)             |
| (DSR (Div. 7))     | ÉSOFV La Roche-sur-Yon          | 0-5               | FC Chauray                       | (CFA 2)             |
| (CFA)              | OFC Saumur                      | 0-2               | Vendée Luçon Football            | (CFA)               |
| (CFA)              | Stade plabennecois              | 2-0               | US Avranches                     | (CFA)               |
| (DH (Div. 6))      | CO Saint-Saturnin               | 2-2 (5-4 t.a.b.)  | US Montagnarde                   | (CFA 2)             |
| (DSR (Div. 7))     | En avant St-Renan               | 2-1 a.p.          | AS Plobannalec                   | (DHR (Div. 8))      |
| (DH (Div. 6))      | Stade pontivyen                 | 2-1 a.p.          | US Changé                        | (DH (Div. 6))       |
| (DHR (Div. 9))     | US Val-d'Izé                    | 0-1               | Angers SCO                       | (Ligue 2)           |
| (DHR (Div. 9))     | Stade Léonard Kreisker          | 1-1 (4-2 t.a.b.)  | ES Monce En Belin                | (DSR (Div. 7))      |
| (DH (Div. 6))      | Plouzané ACF                    | 0-1               | Stade lavallois                  | (Ligue 2)           |
| D10                | Le Rheu SC                      | 0-2               | USJA Carquefou                   | (National)          |
| (CFA 2)            | Saint-Colomban Locminé          | 3-4 a.p.          | Sablé FC                         | (CFA 2)             |
| (CFA)              | FCM Aubervilliers               | 0-3               | Le Mans FC                       | (Ligue 2)           |
| (DH (Div. 6))      | US Camon                        | 1-2               | AC Amiens                        | (CFA)               |
| (PHR (Div. 9))     | ES Enquin Les Mines             | 0-6               | Stade portelois                  | (DH (Div. 6))       |
| (CFA 2)            | Arras Football                  | 2-2 (6-5 t.a.b.)  | US Saint-Omer                    | (DH (Div. 6))       |
| (DH (Div. 6))      | FC Les Lilas                    | 0-3               | RC Lens                          | (Ligue 2)           |
| (DH (Div. 6))      | OS Aire-sur-la-Lys              | 0-2               | FC Rouen                         | (National)          |
| (DH (Div. 6))      | AS Marck                        | 0-0 (3-4 t.a.b.)  | FC Chambly                       | (CFA)               |
| (DH (Div. 6))      | US Lesquin                      | 0-2               | OFC Les Mureaux                  | (DH (Div. 6))       |
| (DH (Div. 6))      | Saint-Amand FC                  | 3-1               | AS Beauvais Oise                 | (CFA)               |
| (National)         | US Boulogne                     | 2-1               | JA Drancy                        | (CFA)               |
| (DH (Div. 6))      | US Breteuil                     | 1-3               | SM Caen                          | (Ligue 2)           |
| (DHR (Div. 7))     | AS Raismes Vicoigne             | 1-2               | Racing Club de France            | (CFA 2)             |
| (DH (Div. 6))      | US Chantilly                    | 0-2               | EF Reims Ste-Anne                | (DH (Div. 6))       |
| (CFA 2)            | CS Avion                        | 1-2               | CS Meaux Academy                 | (DH (Div. 6))       |
| (DH (Div. 6))      | AC Cambrai                      | 0-2               | JA Armentières                   | (DH (Div. 6))       |
| (CFA 2)            | US Fleury-Mérogis               | 2-1               | Tours FC                         | (Ligue 2)           |
| (DSR (Div. 7))     | CS Bretigny foot                | 0-2               | Le Havre AC                      | (Ligue 2)           |
| (DH (Div. 6))      | RSG Courseulles                 | 3-4 a.p.          | EA Guingamp                      | (Ligue 2)           |
| (CFA 2)            | Évry FC                         | 1-1 (4-2 t.a.b.)  | US Orléans                       | (National)          |
| (DH (Div. 6))      | Évreux FC                       | 2-2 (5-4 t.a.b.)  | OC Cesson                        | (DH (Div. 6))       |
| (DH (Div. 6))      | FC Drouais                      | 0-0 (4-3 t.a.b.)  | ES Viry-Châtillon                | (CFA)               |
| (PH (Div. 8))      | US Lyre                         | 1-2               | AS Vitré                         | (CFA 2)             |
| (DSR (Div. 7))     | CSL Aulnay                      | 0-2               | USON Mondeville                  | (CFA 2)             |
| (DH (Div. 6))      | SC Hérouville                   | 0-2               | US Saint-Malo                    | (CFA)               |
| Nouvelle-Calédonie | AS Lössi                        | 0-3               | FC Mulhouse                      | (CFA)               |
| Guyane             | ASC Le Geldar                   | 1-4               | FC Dieppe                        | (CFA 2)             |
| Martinique         | Club Colonial de Fort-de-France | 0-1               | USSA Vertou                      | (CFA 2)             |
| (National)         | SR Colmar                       | 5-0               | Étoile de Morne-à-l'eau          | Guadeloupe          |
| (CFA)              | USL Dunkerque                   | 3-2 a.p.          | Saint-Pauloise FC                | La Réunion          |
| (CFA)              | AFC Compiègne                   | 2-1               | FC Mtsapéré                      | Mayotte             |
| (CFA)              | GSI Pontivy                     | 5-1               | AS Tefana                        | Polynésie française |

### Huitième tour
| Division            | Club                    | Score            | Club                       | Division      |
| ------------------- | ----------------------- | ---------------- | -------------------------- | ------------- |
| (CFA)               | Stade bordelais         | 1-0              | Chamois niortais           | (Ligue 2)     |
| (DHR (Div. 7))      | Avenir Foot Lozère      | 4-2              | Limoges FC                 | (CFA 2)       |
| (CFA)               | Tarbes PF               | 0-5              | Nîmes Olympique            | (Ligue 2)     |
| (CFA 2)             | Aurillac FCA            | 0-1              | FC Istres                  | (Ligue 2)     |
| (CFA 2)             | RCO Agde                | 0-1              | FC Chauray                 | (CFA 2)       |
| (DHR (Div. 7))      | Ytrac Foot              | 1-6              | Le Poiré-sur-Vie Vendée    | (National)    |
| (DSR (Div. 7))      | La Brède FC             | 0-1              | AS Muret                   | (CFA 2)       |
| (DHR (Div. 7))      | ES Vallières            | 0-2              | CA Bastia                  | (National)    |
| (Ligue 2)           | AS Monaco FC            | 0-0 (6-7 t.a.b.) | FC Bourg-Péronnas          | (National)    |
| (DH (Div. 6))       | FC Limonest             | 0-1              | AC Arles-Avignon           | (Ligue 2)     |
| (CFA)               | AS Yzeure               | 0-1              | AS Moulins                 | (CFA)         |
| (DHR (Div. 7))      | JS St-Jean Beaulieu     | 0-0 (1-3 t.a.b.) | AS Minguettes Vénissieux   | (CFA 2)       |
| (PHR (Div. 8))      | AS Savigneux Montbrison | 2-1              | FC Villefranche Beaujolais | (CFA)         |
| (CFA)               | FC Martigues            | 1-4              | Consolat Marseille         | (CFA)         |
| (DHR (Div. 7))      | Bar-le-Duc FC           | 2-3              | US Raon                    | (CFA)         |
| (PHR (Div. 9))      | FC Ste-Marguerite       | 0-1              | ASM Belfort                | (CFA)         |
| (CFA 2)             | FC Saint-Louis Neuweg   | 1-3              | SAS Épinal                 | (National)    |
| (CFA)               | FC Montceau Bourgogne   | 2-0              | FC Mulhouse                | (CFA)         |
| (CFA 2)             | CA Pontarlier           | 2-2 (6-5 t.a.b.) | SR Colmar                  | (National)    |
| (DH (Div. 6))       | EF Reims Ste-Anne       | 0-5              | SM Caen                    | (Ligue 2)     |
| (DH (Div. 6))       | FCSR Haguenau           | 2-3              | ES Thaon                   | (CFA 2)       |
| (CFA)               | RC Strasbourg           | 0-1              | CS Sedan                   | (Ligue 2)     |
| (CFA 2)             | Arras Football          | 1-0 a.p          | Angers SCO                 | (Ligue 2)     |
| (CFA)               | AC Amiens               | 1-0              | Racing Club de France      | (CFA 2)       |
| (DH (Div. 6))       | CS Meaux Academy        | 1-0              | FC Chambly                 | (CFA)         |
| (1re Sér. (Div. 9)) | FC Vitry                | 0-3              | US Boulogne                | (National)    |
| (DH (Div. 6))       | OFC Les Mureaux         | 0-1              | FC Metz                    | (National)    |
| (DH (Div. 6))       | Saint-Amand FC          | 1-3              | Le Havre AC                | (Ligue 2)     |
| (CFA)               | CS Amnéville            | 2-0              | US Fleury-Mérogis          | (CFA 2)       |
| (CFA 2)             | USON Mondeville         | 0-1 a.p          | LB Châteauroux             | (Ligue 2)     |
| (DH (Div. 6))       | Évreux FC               | 0-1              | Le Mans FC                 | (Ligue 2)     |
| (DH (Div. 6))       | Blois Foot 41           | 0-2 a.p.         | FC Rouen                   | (National)    |
| (CFA)               | AFC Compiègne           | 0-4              | FC Dieppe                  | (CFA 2)       |
| (DH (Div. 6))       | Stade portelois         | 1-1 (5-3 t.a.b.) | USL Dunkerque              | (CFA)         |
| (DH (Div. 6))       | JA Armentières          | 0-6              | RC Lens                    | (Ligue 2)     |
| (DH (Div. 6))       | FC Drouais              | 2-2 (4-3 t.a.b.) | Évry FC                    | (CFA 2)       |
| (CFA 2)             | USSA Vertou             | 3-0              | CO Saint-Saturnin          | (DH (Div. 6)) |
| (DSE (Div. 7))      | En Avant St-Renan       | 0-1              | FC Nantes                  | (Ligue 2)     |
| (DHR (Div. 9))      | Stade Léonard Kreisker  | 0-5              | USJA Carquefou             | (National)    |
| (Ligue 2)           | Stade lavallois         | 1-2              | EA Guingamp                | (Ligue 2)     |
| (DH (Div. 6))       | Stade pontivyen         | 1-4              | Vendée Luçon Football      | (CFA)         |
| (CFA 2)             | Sablé FC                | 2-2 (3-5 t.a.b.) | Stade plabennecois         | (CFA)         |
| (CFA)               | GSI Pontivy             | 0-3              | US Saint-Malo              | (CFA)         |
| (CFA 2)             | AS Vitré                | 1-2              | Vendée Fontenay Foot       | (CFA)         |

### Trente-deuxièmes de finale

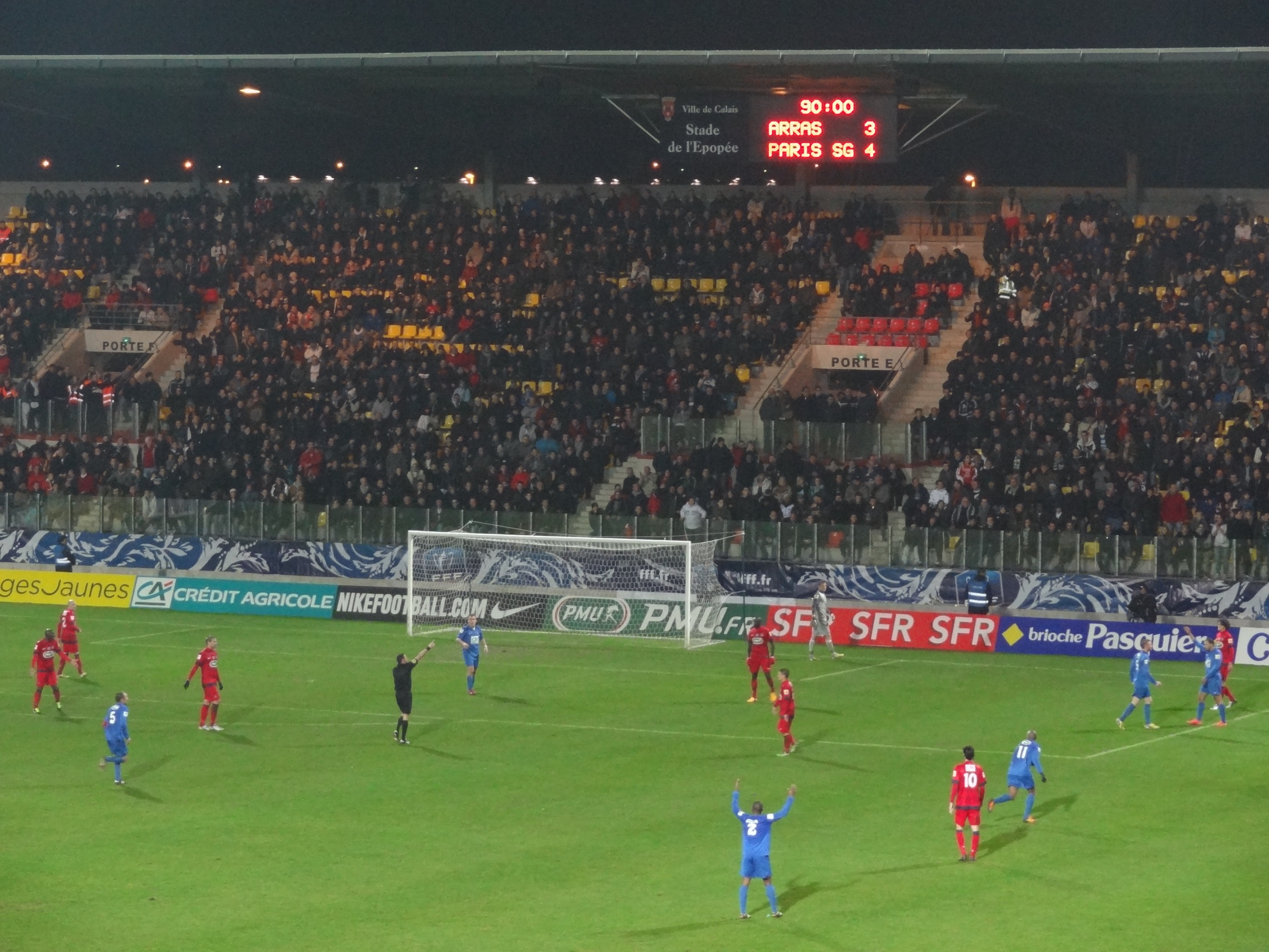
Arras - Paris SG, le 6 janvier 2013

Les rencontres eurent lieu les samedi 5, dimanche 6 et lundi 7 janvier 2013. Le petit poucet est à ce stade le club de Montbrison-Savigneux qui évolue en 3e division de Rhône-Alpes soit la huitième division. Il fut éliminé aux tirs au but.
| Division       | Club                    | Résultat         | Club                     | Division      | Lieu                                           | Affluence | Date, heure                   |
| -------------- | ----------------------- | ---------------- | ------------------------ | ------------- | ---------------------------------------------- | --------- | ----------------------------- |
| (CFA)          | Consolat Marseille      | 1-1 (3-5 t.a.b.) | AS Moulins               | (CFA)         | Stade de la Martine, Marseille                 | 2 000     | Samedi 5, 14 h 30             |
| (Ligue 2)      | Le Mans FC              | 1-2              | Le Poiré-sur-Vie Vendée  | (National)    | MMArena, Le Mans                               | 6 374     | Samedi 5, 15 h 00             |
| (CFA)          | ASM Belfort             | 1-3              | Le Havre AC              | (Ligue 2)     | Stade Roger-Serzian, Belfort                   | 2 200     | Samedi 5, 15 h 00             |
| (PHR (Div. 8)) | AS Savigneux Montbrison | 1-1 (1-3 t.a.b.) | AS Minguettes Vénissieux | (CFA 2)       | Stade Maurice Rousson, Feurs                   | 2 300     | Samedi 5, 17 h 00             |
| (National)     | FC Rouen                | 1-1 (3-2 t.a.b)  | AC Ajaccio               | (Ligue 1)     | Stade Robert-Diochon, Le Petit-Quevilly        | 4 993     | Samedi 5 ,18 h 00             |
| (National)     | US Boulogne             | 0-1              | Toulouse FC              | (Ligue 1)     | Stade de la Libération, Boulogne-sur-Mer       | 3 108     | Samedi 5, 18 h 00             |
| (CFA)          | AC Amiens               | 1-1 (3-5 t.a.b)  | Évian Thonon Gaillard    | (Ligue 1)     | Stade de la Licorne, Amiens                    | 5 732     | Samedi 5, 18 h 00             |
| (CFA)          | FC Montceau Bourgogne   | 0-1              | ES Troyes AC             | (Ligue 1)     | Stade des Alouettes, Montceau-les-mines        | 2 763     | Samedi 5 ,18 h 00             |
| (CFA 2)        | ES Thaon                | 0-1              | FC Sochaux-Montbéliard   | (Ligue 1)     | Stade Robert Sayer, Thaon-les-Vosges           | 3 000     | Samedi 5, 18 h 00             |
| (CFA 2)        | FC Chauray              | 1-5              | FC Lorient               | (Ligue 1)     | Stade René-Gaillard, Niort                     | 6 650     | Samedi 5, 18 h 00             |
| (DH (Div. 6))  | FC Drouais              | 1-5              | AS Nancy-Lorraine        | (Ligue 1)     | Stade du Vieux Pré, Dreux                      | 2 650     | Samedi 5, 18 h 00             |
| (CFA)          | Stade bordelais         | 1-0              | USJA Carquefou           | (National)    | Stade Sainte-Germaine, Le Bouscat              | 3 500     | Samedi 5, 18 h 00             |
| (CFA)          | CS Amnéville            | 1-2 a.p.         | US Raon                  | (CFA)         | Stade Municipal, Amnéville-les-Thermes         | 1 200     | Samedi 5 ,18 h 00             |
| (CFA)          | US Saint-Malo           | 1-1 (2-4 t.a.b)  | USSA Vertou              | (CFA 2)       | Stade de Marville, Saint-Malo                  | 2 029     | Samedi 5, 18 h 00             |
| (CFA)          | Stade Plabennecois      | 1-0              | Stade de Reims           | (Ligue 1)     | Stade de Kerveguen, Plabennec                  | 2 900     | Samedi 5, 19 h 00             |
| (Ligue 1)      | LOSC Lille              | 3-2              | Nîmes Olympique          | (Ligue 2)     | Grand Stade Lille Métropole, Villeneuve-d'Ascq | 10 000    | Samedi 5, 20 h 45             |
| (National)     | FC Bourg-Péronnas       | 1-2              | Montpellier HSC          | (Ligue 1)     | Stade Marcel-Verchère, Bourg-en-Bresse         | 10 000    | Dimanche 6, 12 h 00 Eurosport |
| (CFA 2)        | AS Muret                | 0-2              | Vendée Fontenay Foot     | (CFA)         | Stade Clément Ader, Muret                      | 1 200     | Dimanche 6, 14 h 00           |
| (Ligue 1)      | Olympique de Marseille  | 2-1 a.p.         | EA Guingamp              | (Ligue 2)     | Stade Vélodrome, Marseille                     | 32 987    | Dimanche 6 ,14 h 15           |
| (Ligue 2)      | SM Caen                 | 2-3              | AS Saint-Étienne         | (Ligue 1)     | Stade Michel-d'Ornano, Caen                    | 11 729    | Dimanche 6 ,14 h 15           |
| (Ligue 2)      | LB Châteauroux          | 2-3              | Girondins de Bordeaux    | (Ligue 1)     | Stade Gaston Petit, Châteauroux                | 8 215     | Dimanche 6 ,14 h 15           |
| (Ligue 2)      | RC Lens                 | 2-1              | Stade rennais            | (Ligue 1)     | Stade Bollaert-Delelis, Lens                   | 14 583    | Dimanche 6, 14 h 15           |
| (National)     | SAS Épinal              | 3-3 (4-2 t.a.b)  | Olympique lyonnais       | (Ligue 1)     | Stade de La Colombière, Épinal                 | 7 149     | Dimanche 6, 14 h 15           |
| (National)     | FC Metz                 | 2-3 a.p.         | OGC Nice                 | (Ligue 1)     | Stade Saint-Symphorien, Metz                   | 8 120     | Dimanche 6, 14 h 15           |
| (DH (Div. 6))  | CS Meaux Academy        | 1-0              | Stade portelois          | (DH (Div. 6)) | Stade Alberto-Corazza, Meaux                   | 2 241     | Dimanche 6, 14 h 30           |
| (CFA 2)        | CA Pontarlier           | 1-2              | CS Sedan                 | (Ligue 2)     | Stade Paul Robbe, Pontarlier                   | 3 600     | Dimanche 6, 15 h 00           |
| (DHR (Div. 7)) | Avenir Foot Lozère      | 2-0              | AC Arles-Avignon         | (Ligue 2)     | Complexe sportif du Chapitre, Mende            | 2 700     | Dimanche 6, 15 h 00           |
| (CFA)          | Vendée Luçon Football   | 1-1 (2-4 t.a.b)  | Stade brestois 29        | (Ligue 1)     | Stade Henri Desgrange, La Roche-sur-Yon        | 4 500     | Dimanche 6, 16h00             |
| (National)     | CA Bastia               | 2-0              | SC Bastia                | (Ligue 1)     | Stade François-Coty, Ajaccio                   | 2 500     | Dimanche 6, 17 h 00           |
| (CFA 2)        | FC Dieppe               | 2-3              | FC Nantes                | (Ligue 2)     | Stade Jean-Dasnias, Saint-Aubin-sur-Scie       | 4 776     | Dimanche 6, 17 h 00           |
| (CFA 2)        | Arras Football          | 3-4              | Paris Saint-Germain      | (Ligue 1)     | Stade de l'Épopée, Calais                      | 12 000    | Dimanche 6, 20h45             |
| (Ligue 2)      | FC Istres               | 3-3 (4-3 t.a.b)  | Valenciennes FC          | (Ligue 1)     | Stade Parmesain, Fos-sur-Mer                   | 2 190     | Lundi 7, 20 h 45              |

### Seizièmes de finale
Les rencontres auront lieu les mardi 22, mercredi 23, jeudi 24 et mercredi 30 janvier 2013. Le petit poucet est à ce stade le club de Mende (l'Avenir Foot Lozère) qui évolue en 2e division du Languedoc-Roussillon soit la septième division.
| Division       | Club                     | Résultat         | Club                    | Division   | Lieu                                      | Affluence | Date, heure        |
| -------------- | ------------------------ | ---------------- | ----------------------- | ---------- | ----------------------------------------- | --------- | ------------------ |
| (Ligue 2)      | CS Sedan                 | 0-1              | FC Lorient              | (Ligue 1)  | Stade Louis-Dugauguez, Sedan              | 1 712     | mardi 22, 16h00    |
| (National)     | SAS Épinal               | 1-1 (4-3 t.a.b)  | FC Nantes               | (Ligue 2)  | Stade de la Colombière, Epinal            | 4 838     | mardi 22, 18h00    |
| (DHR (Div. 7)) | Avenir Foot Lozère       | 0-3              | Le Havre AC             | (Ligue 2)  | Complexe sportif du Chapitre, Mende       | 4 500     | mardi 22, 18h30    |
| (CFA)          | Vendée Fontenay Foot     | 0-5              | ES Troyes AC            | (Ligue 1)  | Stade Emmanuel Murzeau, Fontenay-le-Comte | 3 500     | mardi 22, 19h30    |
| (CFA 2)        | USSA Vertou              | 0-2              | Évian Thonon Gaillard   | (Ligue 1)  | Stade des Echalonnières, Vertou           | 3 400     | mardi 22, 20h00    |
| (Ligue 1)      | OGC Nice                 | 2-2 (2-4 t.a.b)  | AS Nancy-Lorraine       | (Ligue 1)  | Stade du Ray, Nice                        | 3 536     | mercredi 23, 14h15 |
| (Ligue 1)      | Montpellier HSC          | 2-3 a.p.         | FC Sochaux-Montbéliard  | (Ligue 1)  | Stade de la Mosson, Montpellier           | 4 500     | mercredi 23, 17h00 |
| (CFA)          | US Raon                  | 1-0              | FC Istres               | (Ligue 2)  | Stade Paul-Gasser, Raon-l'Étape           | 1 500     | mercredi 23, 18h15 |
| (DH (Div. 6))  | CS Meaux Academy         | 0-0 (3-5 t.a.b.) | AS Saint-Étienne        | (Ligue 1)  | Stade Dominique-Duvauchelle, Créteil      | 10 000    | mercredi 23, 19h00 |
| (CFA 2)        | AS Minguettes Vénissieux | 0-0 (4-3 t.a.b.) | Le Poiré-sur-Vie Vendée | (National) | Stade Laurent Gérin, Vénissieux           | 1 500     | mercredi 23, 19h00 |
| (CFA)          | AS Moulins               | 1-2              | Girondins de Bordeaux   | (Ligue 1)  | Stade Hector-Rolland, Moulins             | 3 500     | mercredi 23, 19h30 |
| (National)     | CA Bastia                | 1-3              | Stade brestois 29       | (Ligue 1)  | Stade Armand-Cesari, Furiani              | 2 500     | mercredi 23, 19h30 |
| (CFA)          | Stade bordelais          | 0-3              | RC Lens                 | (Ligue 2)  | Stade Sainte-Germaine, Le Bouscat         | 4 700     | mercredi 23, 19h30 |
| (Ligue 1)      | Paris Saint-Germain      | 3-1              | Toulouse FC             | (Ligue 1)  | Parc des Princes, Paris                   | 32 867    | mercredi 23, 20h55 |
| (CFA)          | Stade Plabennecois       | 1-3              | LOSC Lille              | (Ligue 1)  | Stade Francis-Le Blé, Brest               | 9 753     | jeudi 24, 20h55    |
| (National)     | FC Rouen                 | 1-2              | Olympique de Marseille  | (Ligue 1)  | Stade Robert-Diochon, Rouen               | 11 980    | mercredi 30, 20h50 |

### Huitièmes de finale
Les rencontres auront lieu les mardi 26, mercredi 27 et jeudi 28 février 2013. Le petit poucet à ce stade est l'AS Minguettes Vénissieux, qui évolue en CFA 2, soit la cinquième division.
| 26 février 2013 | FC Sochaux-Montbéliard (1) | 1 – 2   | (1) ES Troyes AC              |                                                                           |                                                                           |
| 18h00           | Boudebouz 90+5e (pen.)     | (0 – 1) | 10e Bahebeck · 89e Faussurier | Stade Auguste-Bonal, Sochaux Spectateurs : 5 516 Arbitrage : Ruddy Buquet | Stade Auguste-Bonal, Sochaux Spectateurs : 5 516 Arbitrage : Ruddy Buquet |
| 18h00           | Rapport                    |         |                               | Stade Auguste-Bonal, Sochaux Spectateurs : 5 516 Arbitrage : Ruddy Buquet | Stade Auguste-Bonal, Sochaux Spectateurs : 5 516 Arbitrage : Ruddy Buquet |

| 26 février 2013 | AS Saint-Étienne (1)                             | 3 – 2   | (1) LOSC Lille       |                                                                                         |                                                                                         |
| 20h55           | Chedjou 40e (csc) · Aubameyang 50e · Brandão 75e | (1 – 1) | 33e Baša · 82e Kalou | Stade Geoffroy-Guichard, Saint-Étienne Spectateurs : 15 543 Arbitrage : Lionel Jaffredo | Stade Geoffroy-Guichard, Saint-Étienne Spectateurs : 15 543 Arbitrage : Lionel Jaffredo |
| 20h55           | Rapport                                          |         |                      | Stade Geoffroy-Guichard, Saint-Étienne Spectateurs : 15 543 Arbitrage : Lionel Jaffredo | Stade Geoffroy-Guichard, Saint-Étienne Spectateurs : 15 543 Arbitrage : Lionel Jaffredo |

| 27 février 2013 | FC Lorient (1)                                   | 3 – 0   | (1) Stade brestois 29 |                                                                            |                                                                            |
| 17h00           | Ecuele Manga 64e · Aliadière 70e · Aliadière 90e | (0 – 0) |                       | Stade du Moustoir, Lorient Spectateurs : 12 595 Arbitrage : Clément Turpin | Stade du Moustoir, Lorient Spectateurs : 12 595 Arbitrage : Clément Turpin |
| 17h00           | Rapport                                          |         |                       | Stade du Moustoir, Lorient Spectateurs : 12 595 Arbitrage : Clément Turpin | Stade du Moustoir, Lorient Spectateurs : 12 595 Arbitrage : Clément Turpin |

| 27 février 2013 | Paris Saint-Germain (1)                  | 2 – 0   | (1) Olympique de Marseille |                                                                          |                                                                          |
| 20h45           | Ibrahimović 34e · Ibrahimović 64e (pen.) | (1 – 0) |                            | Parc des Princes, Paris Spectateurs : 44 984 Arbitrage : Stéphane Lannoy | Parc des Princes, Paris Spectateurs : 44 984 Arbitrage : Stéphane Lannoy |
| 20h45           | Rapport                                  |         |                            | Parc des Princes, Paris Spectateurs : 44 984 Arbitrage : Stéphane Lannoy | Parc des Princes, Paris Spectateurs : 44 984 Arbitrage : Stéphane Lannoy |

| 26 février 2013 | Évian Thonon Gaillard (1)                 | 3 – 1   | (2) Le Havre AC |                                                                                        |                                                                                        |
| 19h00           | Bérigaud 25e · Bérigaud 49e · Khalifa 90e | (1 – 0) | 80e Rivière     | Parc des Sports d'Annecy, Annecy Spectateurs : 3 285 Arbitrage : Jean-Charles Cailleux | Parc des Sports d'Annecy, Annecy Spectateurs : 3 285 Arbitrage : Jean-Charles Cailleux |

| 27 février 2013 | US Raon (4)               | 2 – 2 3 – 5 t. a. b. | (1) Girondins de Bordeaux          |                                                                                 |                                                                                 |
| 18h45           | J. Djé 64e · A. Keita 98e | (0 – 0)              | 58e Obraniak · 114e (pen.) Diabaté | Stade Paul-Gasser, Raon-l'Étape Spectateurs : 5 400 Arbitrage : Laurent Duhamel | Stade Paul-Gasser, Raon-l'Étape Spectateurs : 5 400 Arbitrage : Laurent Duhamel |
| 18h45           | Tirs au but 3 – 5         |                      |                                    | Stade Paul-Gasser, Raon-l'Étape Spectateurs : 5 400 Arbitrage : Laurent Duhamel | Stade Paul-Gasser, Raon-l'Étape Spectateurs : 5 400 Arbitrage : Laurent Duhamel |

| 27 février 2013 | AS Minguettes Vénissieux (5) | 0 – 2 a. p. | (1) AS Nancy-Lorraine        |                                                                         |                                                                         |
| 19h00           |                              | (0 – 0)     | 106e Moukandjo · 120e Ayasse | Matmut Stadium, Vénissieux Spectateurs : 5 000 Arbitrage : Saïd Ennjimi | Matmut Stadium, Vénissieux Spectateurs : 5 000 Arbitrage : Saïd Ennjimi |

| 28 février 2013 | RC Lens (2)                       | 2 – 0   | (3) SAS Épinal |                                                                             |                                                                             |
| 20h50           | Valdivia 9e · C. Mangan 21e (csc) | (2 – 0) |                | Stade Bollaert-Delelis, Lens Spectateurs : 14 106 Arbitrage : Fredy Fautrel | Stade Bollaert-Delelis, Lens Spectateurs : 14 106 Arbitrage : Fredy Fautrel |

### Quarts de finale
Aucun club amateur n'est présent a ce niveau de la compétition, tous les clubs qualifiés sont des pensionnaires de la Ligue 1 sauf le Racing Club de Lens qui évolue en Ligue 2
| 16 avril 2013 | ES Troyes AC (1)                         | 3 – 0   | (1) AS Nancy-Lorraine |                                                                      |                                                                      |
| 18h00         | Bréchet 52e · Faussurier 75e · Camus 81e | (0 – 0) |                       | Stade de l'Aube, Troyes Spectateurs : 7 789 Arbitrage : Tony Chapron | Stade de l'Aube, Troyes Spectateurs : 7 789 Arbitrage : Tony Chapron |

| 16 avril 2013 | AS Saint-Étienne (1) | 1 – 2   | (1) FC Lorient                  |                                                                                      |                                                                                      |
| 20h50         | Aubameyang 74e       | (0 – 1) | 44e Barthelmé · 90+3e Aliadière | Stade Geoffroy-Guichard, Saint-Étienne Spectateurs : 19 256 Arbitrage : Saïd Ennjimi | Stade Geoffroy-Guichard, Saint-Étienne Spectateurs : 19 256 Arbitrage : Saïd Ennjimi |

| 17 avril 2013 | RC Lens (2)                         | 2 – 3   | (1) Girondins de Bordeaux              |                                                                      |                                                                      |
| 19h30         | Carrasso 11e (csc) · Bergdich 90+2e | (1 – 0) | 59e Sertic · 81e Diabaté · 85e Diabaté | Stade Bollaert, Lens Spectateurs : 38 256 Arbitrage : Clément Turpin | Stade Bollaert, Lens Spectateurs : 38 256 Arbitrage : Clément Turpin |

| 17 avril 2013 | Évian Thonon Gaillard FC (1) | 1 – 1 4 – 1 t. a. b. | (1) Paris Saint-Germain |                                                                        |                                                                        |
| 20h55         | Khalifa 43e                  | (1 – 1)              | 8e Pastore              | Parc des Sports, Annecy Spectateurs : 14 925 Arbitrage : Philippe Kalt | Parc des Sports, Annecy Spectateurs : 14 925 Arbitrage : Philippe Kalt |
| 20h55         | Tirs au but 4 – 1            |                      |                         | Parc des Sports, Annecy Spectateurs : 14 925 Arbitrage : Philippe Kalt | Parc des Sports, Annecy Spectateurs : 14 925 Arbitrage : Philippe Kalt |

### Demi-finales
Évian Thonon Gaillard, fondé en 2007 (fusion), atteint le stade des demi-finales pour la première fois de son histoire.
Le match entre l'ESTAC et les Girondins de Bordeaux, initialement programmé le 7 mai, a été reporté en raison d'inondations à Troyes, rendant le terrain impraticable.
| 8 mai 2013 | Évian Thonon Gaillard FC (1)                         | 4 – 0   | (1) FC Lorient |                                                                          |                                                                          |
| 21h00      | Ninković 10e · Sagbo 20e · Bérigaud 33e · Baouia 80e | (3 – 0) |                | Parc des Sports, Annecy Spectateurs : 14 118 Arbitrage : Laurent Duhamel | Parc des Sports, Annecy Spectateurs : 14 118 Arbitrage : Laurent Duhamel |

| 14 mai 2013 | ES Troyes AC (1) | 1 – 2   | (1) Girondins de Bordeaux       |                                                                       |                                                                       |
| 20h55       | Bahebeck 7e      | (1 – 1) | Diabaté 41e · Bréchet 63e (csc) | Stade de l'Aube, Troyes Spectateurs : 18 456 Arbitrage : Tony Chapron | Stade de l'Aube, Troyes Spectateurs : 18 456 Arbitrage : Tony Chapron |

### Finale
La finale a lieu le vendredi 31 mai à 21h00 au Stade de France.
Il s'agit de la première finale pour le club d'Évian Thonon Gaillard FC. Quant aux Girondins de Bordeaux, leur dernière finale date de 1987, année où ils avaient gagné 2-0 face à l'Olympique de Marseille. Bordeaux l'emporte et devient le premier club à remporter le trophée sans avoir joué le moindre match à domicile.
| 31 mai 2013 | FC Girondins de Bordeaux (1)           | 3 – 2   | (1) Évian Thonon Gaillard FC | Stade de France, Saint-Denis                   |                                                |
| 21h00 CET   | Diabaté 39e · Saivet 53e · Diabaté 89e | (1 – 0) | Sagbo 51e · Dja Djédjé 70e   | Spectateurs : 77 000 Arbitrage : Fredy Fautrel | Spectateurs : 77 000 Arbitrage : Fredy Fautrel |

| Girondins de Bordeaux | Évian Thonon Gaillard FC |

| Bordeaux :     |    |                       |     |     |
|                |    |                       |     |     |
| Gardien de but | 16 | Cédric Carrasso       |     |     |
|                | 25 | Mariano               | 20e |     |
|                | 6  | Ludovic Sané          |     |     |
|                | 3  | Henrique              |     |     |
|                | 28 | Benoît Trémoulinas    |     |     |
|                | 26 | Grégory Sertic        |     |     |
|                | 18 | Jaroslav Plašil       |     | 67e |
|                | 4  | Ludovic Obraniak      |     |     |
|                | 20 | Henri Saivet          |     |     |
|                | 19 | Nicolas Maurice-Belay |     |     |
|                | 14 | Cheick Diabaté        |     |     |
| Remplaçants :  |    |                       |     |     |
| Gardien de but | 30 | Kevin Olimpa          |     |     |
|                | 23 | Florian Marange       |     |     |
|                | 27 | Marc Planus           |     |     |
|                | 8  | Fahid Ben Khalfallah  |     |     |
|                | 17 | André Biyogo Poko     |     | 67e |
|                | 22 | Julien Faubert        |     |     |
|                | 24 | Abdou Traoré          |     |     |
| Entraîneur :   |    |                       |     |     |
| Francis Gillot |    |                       |     |     |

| Évian TG :     |    |                  |     |       |
|                |    |                  |     |       |
| Gardien de but | 16 | Bertrand Laquait |     |       |
|                | 26 | Brice Dja Djédjé |     |       |
|                | 3  | Betão            |     |       |
|                | 22 | Cédric Cambon    |     |       |
|                | 18 | Daniel Wass      |     |       |
|                | 2  | Mohammed Rabiu   |     | 83e   |
|                | 24 | Olivier Sorlin   | 29e |       |
|                | 23 | Miloš Ninković   |     | 60e   |
|                | 9  | Kévin Bérigaud   |     |       |
|                | 29 | Saber Khlifa     |     |       |
|                | 20 | Yannick Sagbo    |     | 90+1e |
| Remplaçants :  |    |                  |     |       |
| Gardien de but | 1  | Johann Durand    |     |       |
|                | 17 | Aldo Angoula     |     | 90+1e |
|                | 21 | Cédric Mongongu  |     |       |
|                | 28 | Fabrice Ehret    |     |       |
|                | 4  | Éric Tié Bi      |     | 83e   |
|                | 14 | Cédric Barbosa   |     | 60e   |
|                | 19 | Guillaume Lacour |     |       |
| Entraîneur :   |    |                  |     |       |
| Pascal Dupraz  |    |                  |     |       |

## Synthèse

### Nombre d'équipes par division et par tour
| Ligue 1 20 clubs                                                              | non présents | non présents | 20     | 14     | 11     | 7      | 4      | 2      |        |        |        |        |        |        |
| Ligue 2 20 clubs                                                              | 20           | 15           | 11     | 5      | 2      | 1      | Aucune | Aucune | Aucune | Aucune | Aucune | Aucune | Aucune | Aucune |
| National 20 clubs                                                             | 12           | 9            | 8      | 4      | 1      | Aucune | Aucune | Aucune | Aucune | Aucune | Aucune | Aucune |        |        |
| CFA 55 clubs (hors réserves)                                                  | 35           | 22           | 12     | 5      | 1      | Aucune | Aucune | Aucune | Aucune | Aucune | Aucune | Aucune |        |        |
| CFA2 96 clubs (hors réserves)                                                 | 30           | 18           | 8      | 2      | 1      | Aucune | Aucune | Aucune | Aucune | Aucune | Aucune | Aucune |        |        |
| Division 6 (DH) Élites régionales hors Outre-mer                              | 38           | 13           | 3      | 1      | Aucune | Aucune | Aucune | Aucune |        |        |        |        |        |        |
| Autres divisions régionales Le nom de ces divisions varie suivant les régions | 34           | 11           | 2      | 1      | Aucune | Aucune | Aucune | Aucune |        |        |        |        |        |        |
| Divisions d'Outre-mer Réunion, Guadeloupe, Martinique...                      | 7            | Aucune       | Aucune | Aucune | Aucune | Aucune | Aucune | Aucune |        |        |        |        |        |        |
| Total                                                                         | 176          | 88           | 64     | 32     | 16     | 8      | 4      | 2      |        |        |        |        |        |        |

### Le parcours des clubs de L1 et L2
- Les clubs de Ligue 2 font leur entrée dans la compétition lors du septième tour.
- Les clubs de Ligue 1 font leur entrée dans la compétition lors des trente-deuxième de finale.

| Club (Ligue 1) | Saison précédente | Saison 2012-2013                                                   |
| -------------- | ----------------- | ------------------------------------------------------------------ |
| Montpellier    | 1/4 de finale     | 1/16 de finale c. FC Sochaux-Montbéliard (Ligue 1) [2-3 ap]        |
| Paris SG       | 1/4 de finale     | 1/4 de finale c. Évian TG (Ligue 1) [1-1 ap (1-4 t.a.b)]           |
| Lille          | 1/8 de finale     | 1/8 de finale c. Saint-Étienne (Ligue 1) [2-3]                     |
| Lyon           | Vainqueur         | 1/32 de finale c. SAS Épinal (National) [3-3 ap (2-3 t.a.b)]       |
| Bordeaux       | 1/8 de finale     | Vainqueur c. Évian TG (Ligue 1) [3-2]                              |
| Rennes         | Demi-finale       | 1/32 de finale c. RC Lens (Ligue 2) [1-2]                          |
| Saint-Étienne  | 1/32 de finale    | 1/4 de finale c. FC Lorient (Ligue 1) [1-2]                        |
| Toulouse       | 1/32 de finale    | 1/16 de finale c. Paris Saint-Germain (Ligue 1) [3-1]              |
| Évian TG       | 1/8 de finale     | Finale c. Bordeaux (Ligue 1) [2-3]                                 |
| Marseille      | 1/4 de finale     | 1/8 de finale c. Paris Saint-Germain (Ligue 1) [2-0]               |
| Nancy          | 1/32 de finale    | 1/4 de finale c. ES Troyes AC (Ligue 1) [3-0]                      |
| Valenciennes   | 1/4 de finale     | 1/32 de finale c. FC Istres (Ligue 2) [3-3 ap (3-4 t.a.b)]         |
| Nice           | 1/16 de finale    | 1/16 de finale c. AS Nancy-Lorraine (Ligue 1) [2-2 ap (2-4 t.a.b)] |
| Sochaux        | 1/32 de finale    | 1/8 de finale c. ES Troyes AC (Ligue 1) [1-2]                      |
| Brest          | 1/32 de finale    | 1/8 de finale c. Lorient (Ligue 1) [0-3]                           |
| AC Ajaccio     | 1/16 de finale    | 1/32 de finale c. Rouen (National) [1-1 ap (1-3 t.a.b)]            |
| Lorient        | 1/32 de finale    | Demi-finale c. Évian TG (Ligue 1) [4-0]                            |
| Bastia         | 1/16 de finale    | 1/32 de finale c. CA Bastia (National) [0-2]                       |
| Reims          | 8e tour           | 1/32 de finale c. Stade plabennécois (CFA) [0-1]                   |
| Troyes         | 1/16 de finale    | Demi-finale c. Girondins de Bordeaux (Ligue 1) [1-2]               |

| Club (Ligue 2) | Saison précédente | Saison 2012-2013                                            |
| -------------- | ----------------- | ----------------------------------------------------------- |
| Caen           | 1/32 de finale    | 1/32 de finale c. AS Saint-Etienne (Ligue 1) [2-3]          |
| Dijon          | 1/8 de finale     | 7e tour c. CS Sedan (Ligue 2) [1-2 ap]                      |
| Auxerre        | 1/16 de finale    | 7e tour c. FC Bourg-Péronnas (National) [0-1]               |
| Sedan          | 1/32 de finale    | 1/16 de finale c. FC Lorient (Ligue 1) [0-1]                |
| Clermont       | 1/32 de finale    | 7e tour c. AS Yzeure (CFA, div. 4) [1-1 (3-4 t.a.b)]        |
| Tours          | 1/16 de finale    | 7e tour c. US Fleury-Mérogis (CFA 2, div. 5) [1-2]          |
| Guingamp       | 8e tour           | 1/32 de finale c. Olympique de Marseille (Ligue 1) [1-2 ap] |
| Monaco         | 1/32 de finale    | 8e tour c. FC Bourg-Péronnas (National) [0-0 (6-7 t.a.b)]   |
| Nantes         | 8e tour           | 1/16 de finale c. SAS Épinal (National) [0-0 (3-4 t.a.b)]   |
| Istres         | 1/16 de finale    | 1/16 de finale c. US Raon (CFA) [0-1]                       |
| Angers         | 1/16 de finale    | 8e tour c. Arras Football (CFA 2, div. 5) [0-1 ap]          |
| Lens           | 7e tour           | 1/4 de finale c. Girondins de Bordeaux (Ligue 1) [2-3]      |
| Arles-Avignon  | 7e tour           | 1/32 de finale c. Avenir Foot Lozère (DHR, div.7) [0-2]     |
| Châteauroux    | 1/8 de finale     | 1/32 de finale c. Girondins de Bordeaux (Ligue 1) [2-3]     |
| Le Havre       | 1/16 de finale    | 1/8 de finale c. Évian TG (Ligue 1) [1-3]                   |
| Laval          | 1/32 de finale    | 8e tour c. EA Guingamp (Ligue 2) [1-2]                      |
| Le Mans        | 1/32 de finale    | 1/32 de finale c. Le Poiré-sur-Vie (National) [1-2]         |
| Nîmes          | 6e tour           | 1/32 de finale c. LOSC Lille (Ligue 1) [2-3]                |
| Niort          | 1/16 de finale    | 8e tour c. Stade bordelais (CFA, div. 4) [0-1]              |
| GFCO Ajaccio   | Demi-finale       | 7e tour c. FC Saint-Louis Neuweg (CFA 2, div. 5) [0-2]      |